# Стрельцово (Ленинградская область)
Стрельцово (до 1948 — Хотокка, фин. Hotokka) — посёлок в Красносельском сельском поселении Выборгского района Ленинградской области.

## Название
19 января 1948 года согласно постановлению общего собрания рабочих и служащих подсобного хозяйства фабрики «Скороход» деревня Хотокка получила наименование Северная. После рассмотрения дела в комиссии по переименованию название было изменено на Стрельцово с обоснованием: «В память погибшего бойца-разведчика Стрельцова К. В., похороненного в д. Хотокка». 
Переименование было закреплено указом Президиума ВС РСФСР от 13 января 1949 года.

## История

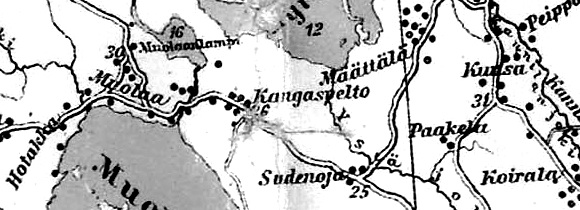
Деревня Хотокка на финской карте 1923 года

До 1939 года деревня Хотокка входила в состав волости Муолаа Выборгской губернии Финляндской республики.
С 1 января 1940 года по 30 сентября 1948 года — в составе Перкъярвского сельсовета Каннельярвского (Райволовского) района. 
С 1 июля 1941 года по 31 мая 1944 года — финская оккупация. 
С 1 октября 1948 года — в составе Чапаевского сельсовета Рощинского района.
С 1 января 1949 года учитывается административными данными как деревня Стрельцово. 
В 1950 году население посёлка составляло 104 человека. 
С 1 июня 1954 года — в составе Кирилловского сельсовета.
В 1958 году население посёлка составляло 89 человек.
С 1 февраля 1963 года — в составе Выборгского района.
Согласно данным 1966 года посёлок Стрельцово входил в состав Кирилловского сельсовета.
Согласно данным 1973 и 1990 годов посёлок Стрельцово входил в состав Красносельского сельсовета.
В 1997 году в посёлке Стрельцово Красносельской волости проживали 32 человека, в 2002 году — 58 человек (русские — 88 %).
В 2007 году в посёлке Стрельцово Красносельского СП проживали 46 человек, в 2010 году — 79 человек.

## География
Посёлок расположен в восточной части района на автодороге 41К-181 (Огоньки — Толоконниково).
Расстояние до административного центра поселения — 15 км. 
Расстояние до ближайшей железнодорожной платформы Лейпясуо — 8 км. 
Посёлок находится на северном берегу озера Глубокое.

## Демография
| 2007 | 2010 | 2017 | 2021 |
| ---- | ---- | ---- | ---- |
| 46   | ↗79  | ↘68  | ↗187 |

## Улицы
Береговая, Дачная, Кленовая, Лесная, Озёрная.